# ムアンターク郡
座標: 北緯16度52分54秒 東経99度7分25秒 / 北緯16.88167度 東経99.12361度
ムアンターク郡（ムアンタークぐん）は、タイ北部・ターク県にある郡（アムプー）である。ターク県の県庁所在地（ムアン）でもある。

## 名称
タークには干して乾かすという意味がある。

## 歴史
タークの町は古くスコータイ時代にはスコータイ王朝の西の前衛都市であった。この時代のタークの町は現在のターク市内にはなく、バーンターク郡にあったが、マハータンマラーチャーの時代に現在の場所にタークが移された。
19世紀以降、チーク材の集積地として発展した。1886年ラヘーン郡が成立し、県庁舎の中に市庁があった。1938年には、県名と県庁所在地の名前を一致させる政府の政策によりムアンターク郡と改称した。その後、1956年に市庁舎が完成するが、1965に火災で焼失、ルワン・サンブラーヌラックという人物の別荘に一時移転。1967年に新市庁舎が完成した。

## 地理

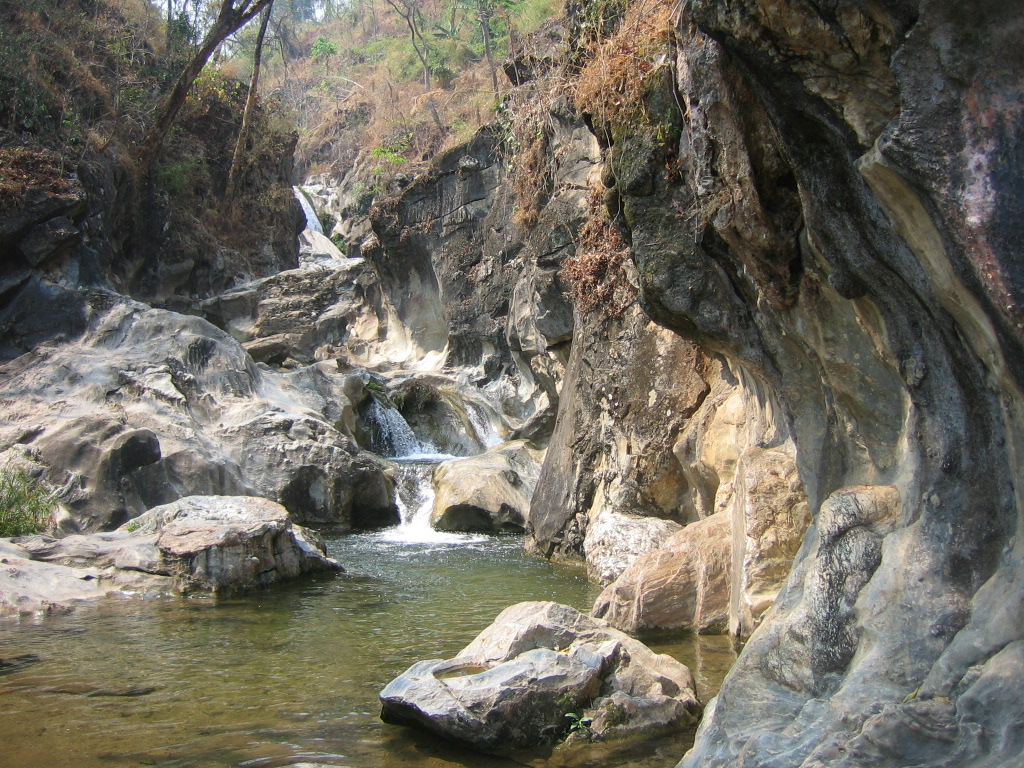
ラーンサーン国立公園のラーンサーン滝

ピン川が形成した平地にあり、市街地の西側に山岳地帯が広がる。この山岳地帯の中にはタークシン大王国立公園やラーンサーン国立公園がある。
交通は南北に国道1号線（パホンヨーティン通り）が南北に通っており、北にラムパーン方面、南にカムペーンペット方面と通じている。国道105号線が西に延びており、メーソート方面と通じている。また国道12号線が東に延びており、スコータイ方面と通じている。

## 経済
郡内の主な産業は農業であり、米、ラムヤイ、トウモロコシなどが生産されている。

## 行政区分
郡内には12のタムボンがあり、さらにその下位に102の村（ムーバーン）がある。自治体（テーサバーン）が設置されており、以下のようになっている。
- テーサバーンムアン・ターク・・・タムボン・ラヘーン、ノーンルワン、チエングン、フワディアットの一部

また郡内には10のタムボン行政体がある。以下は郡内のタムボンの一覧である。うち欠番のタムボンは分離し、ワンチャオ分郡を形成しているタムボンである。
1. タムボン・ラヘーン・・・ตำบลระแหง
2. タムボン・ノーンルワン・・・ตำบลหนองหลวง
3. タムボン・チエングン・・・ตำบลเชียงเงิน
4. タムボン・フワディアット・・・ตำบลหัวเดียด
5. タムボン・ノーンブワヌア・・・ตำบลหนองบัวเหนือ
6. タムボン・マイガーム・・・ตำบลไม้งาม
7. タムボン・ポーンデーン・・・ตำบลโป่งแดง
8. タムボン・ナムルム・・・ตำบลน้ำรึม
9. タムボン・ワンヒン・・・ตำบลวังหิน

1. タムボン・メートー・・・ตำบลแม่ท้อ
2. タムボン・パーマムワン・・・ตำบลป่ามะม่วง
3. タムボン・ノーンブワターイ・・・ตำบลหนองบัวใต้
4. タムボン・ワンプラチョップ・・・ตำบลวังประจบ
5. タムボン・タルッククラーントゥン・・・ตำบลตลุกกลางทุ่ง